# Cybister ertli
Cybister ertli är en skalbaggsart som beskrevs av Zimmermann 1917. Cybister ertli ingår i släktet Cybister och familjen dykare. Inga underarter finns listade i Catalogue of Life.